# Estación Shin-Kōshinzuka
La estación Shin-Kōshinzuka (新庚申塚停留場 Shin-Kōshinzuka-teiryūjō?) de la línea Toden Arakawa, pertenece al único sistema de tranvías de la empresa estatal Toei, y está ubicada en el barrio especial de Toshima, en la prefectura de Tokio, Japón.

## Otros servicios
- Toei Bus
  - Ruta Nacional 17 - Hakusandōri (hacia el norte)
    - Línea 63: hacia la estación Ikebukuro (vía Nishisugamo)
    - Línea 64: hacía el Kaminarimon en Asakusa (vía estaciones Nishisugamo, Ōji y Mikawashima)
- Ruta Nacional 17 - Av. Hakusandōri (hacia el sur)
  -     - Línea 63: hacía la estación Sugamo (vía Kaminarimon y la estación Nishi-Nippori)

  - Líneas 63 y 64
- Toei Metro
  - Estación Nishisugamo (Línea Toei Mita)

## Sitios de interés
- Ruta nacional 17 (por Hakusandōri)
- 9 templos
  - Templo Myōyuki (妙行寺)
  - Templo Morikumo (盛雲寺)
  - Templo Seihō (西方寺)
  - Templo Hakusen (白泉寺)
  - Templo Sōzen (総禅寺)
  - Templo Ryō-kan (良感寺)
  - Templo Seigan (清巌寺)
  - Templo Zenyoji (善養寺)
  - Templo Hakusen (白泉寺)
- Shōhōin (正法院)
- Universidad de Taisho